# Società Polisportiva Ars et Labor 1980-1981
Questa voce raccoglie le informazioni riguardanti la Società Polisportiva Ars et Labor nelle competizioni ufficiali della stagione 1980-1981.

## Stagione
Nella stagione 1980-1981 vi è una cadetteria di altissimo livello, con Milan, Lazio, Atalanta, Verona, Bari, Genoa e Sampdoria. La SPAL non sfigura: affidati al sanguigno bergamasco Titta Rota, ex giocatore spallino, i biancazzurri infiammano subito Ferrara. In Coppa Italia vincono il girone di qualificazione davanti a squadre di Serie A quali Como e Cagliari, fermandosi ai quarti di finale col Torino dopo aver vinto la partita di andata.
In campionato la SPAL parte molto bene, a fine gennaio però la squadra ferrarese inizia un inesorabile declino che porta a tredici partite senza vittorie. A ciò si aggiunge la frattura alla gamba di Franco Ogliari, colpito da un brutto fallo di Franco Baresi in SPAL-Milan ed i difficili rapporti tra Rota ed alcuni giocatori. Gli estensi si salvano comunque con due punti di vantaggio sul Lanerossi Vicenza, cinque su Atalanta e Taranto, dieci sul Monza, le quali retrocedono in Serie C.

## Rosa
| N. |                   | Ruolo | Calciatore        |
| -- | ----------------- | ----- | ----------------- |
|    | Italia (bandiera) | D     | Massimo Albiero   |
|    | Italia (bandiera) | D     | Fabrizio Artioli  |
|    | Italia (bandiera) | A     | Attilio Bardi     |
|    | Italia (bandiera) | D     | Alberto Bergossi  |
|    | Italia (bandiera) | D     | Mirco Brilli      |
|    | Italia (bandiera) | C     | Angelo Castronaro |
|    | Italia (bandiera) | D     | Alberto Cavasin   |
|    | Italia (bandiera) | C     | Sergio Domini     |
|    | Italia (bandiera) | D     | Danilo Ferrari    |
|    | Italia (bandiera) | A     | Luca Gabbriellini |
|    | Italia (bandiera) | P     | Oriano Gavioli    |
|    | Italia (bandiera) | D     | Ezio Gelain       |

| N. |                   | Ruolo | Calciatore              |
| -- | ----------------- | ----- | ----------------------- |
|    | Italia (bandiera) | A     | Pier Luigi Giani        |
|    | Italia (bandiera) | A     | Mauro Gibellini         |
|    | Italia (bandiera) | A     | Oriano Grop             |
|    | Italia (bandiera) | C     | Luciano Masuero         |
|    | Italia (bandiera) | D     | Renato Miele            |
|    | Italia (bandiera) | D     | Franco Ogliari          |
|    | Italia (bandiera) | C     | Luca Pieri              |
|    | Italia (bandiera) | C     | Rosario Rampanti        |
|    | Italia (bandiera) | P     | Roberto Renzi           |
|    | Italia (bandiera) | C     | Gian Pietro Tagliaferri |
|    | Italia (bandiera) | C     | Claudio Venturi         |

## Risultati

### Serie B

#### Girone di andata
| Arbitro: | Angelelli (Terni) |

|  |           |                  |
|  | Marcatori | 3’ (aut.) Bonora |

| Arbitro: | Falzier (Treviso) |

|                                     |           |  |
| Tagliaferri 11’ Castronaro 52’, 87’ | Marcatori |  |

| Vicenza 28 settembre 1980 3ª giornata | Lanerossi Vicenza   | 0 – 0 | SPAL | Stadio Romeo Menti\| Arbitro: \| Lo Bello (Siracusa) \| |
| Arbitro:                              | Lo Bello (Siracusa) |       |      |                                                         |

| Arbitro: | Magni (Bergamo) |

|          |           |            |
| Grop 47’ | Marcatori | 49’ Silipo |

| Arbitro: | Lops (Torino) |

|                                  |           |                     |
| Giani 8’ Castronaro 72’ Grop 85’ | Marcatori | 40’ (rig.) Acanfora |

| Arbitro: | Benedetti (Roma) |

|                 |           |  |
| Serena 34’, 63’ | Marcatori |  |

| Arbitro: | Pairetto (Torino) |

|                              |           |  |
| Miele 59’ Ferrari 67’ (rig.) | Marcatori |  |

| Arbitro: | Paparesta (Bari) |

|                             |           |                              |
| Bordon 54’, 78’ Garlini 85’ | Marcatori | 68’ Giani 90’ (rig.) Ferrari |

| Arbitro: | Casarin (Milano) |

|                |           |           |
| Castronaro 50’ | Marcatori | 41’ Viola |

| Arbitro: | Barbaresco (Cormons) |

|                           |           |          |
| Novellino 34’ Carotti 87’ | Marcatori | 20’ Grop |

| Arbitro: | Lops (Torino) |

|                              |           |                              |
| Nela 36’ (aut.) Bergossi 57’ | Marcatori | 24’ (aut.) Cavasin 28’ Russo |

| Arbitro: | Lombardo (Marsala) |

|                      |           |                      |
| Gibellini 81’ (rig.) | Marcatori | 17’ Pavone 56’ Mutti |

| Arbitro: | Falzier (Treviso) |

|                 |           |                             |
| Di Giovanni 67’ | Marcatori | 3’, 74’ Giani 4’ Castronaro |

| Arbitro: | Milan (Treviso) |

|                             |           |           |
| Rampanti 31’ Castronaro 66’ | Marcatori | 47’ Silva |

| Arbitro: | Bianciardi (Siena) |

|                    |           |               |
| Tivelli 71’ (rig.) | Marcatori | 33’ Gibellini |

| Ferrara 4 gennaio 1981 16ª giornata | SPAL            | 0 – 0 | Pisa | Stadio Comunale\| Arbitro: \| Facchin (Udine) \| |
| Arbitro:                            | Facchin (Udine) |       |      |                                                  |

| Arbitro: | Falzier (Treviso) |

|            |           |           |
| Caputi 54’ | Marcatori | 63’ Giani |

| Arbitro: | Parussini (Udine) |

|                           |           |                   |
| Gibellini 51’ (rig.), 90’ | Marcatori | 13’, 26’ De Ponti |

| Arbitro: | Paparesta (Bari) |

|               |           |  |
| Valentini 66’ | Marcatori |  |

#### Girone di ritorno
| Arbitro: | Ballerini (La Spezia) |

|              |           |               |
| Rampanti 38’ | Marcatori | 18’ Bresciani |

| Arbitro: | Milan (Treviso) |

|           |           |  |
| Merli 63’ | Marcatori |  |

| Arbitro: | Pairetto (Nichelino) |

|                        |           |  |
| Giani 60’ Bergossi 63’ | Marcatori |  |

| Arbitro: | Castaldi (Vasto) |

|  |           |          |
|  | Marcatori | 57’ Grop |

| Arbitro: | Altobelli (Roma) |

|  |           |                       |
|  | Marcatori | 47’ Grop 72’ Rampanti |

| Arbitro: | Parussini (Udine) |

|           |           |  |
| Giani 52’ | Marcatori |  |

| Arbitro: | Facchin (Udine) |

|                          |           |  |
| Barlassina 48’ Mosti 76’ | Marcatori |  |

| Arbitro: | Ciulli (Roma) |

|          |           |             |
| Grop 75’ | Marcatori | 33’ Garlini |

| Arbitro: | Agnolin (Bassano del Grappa) |

|                |           |  |
| Bigon 45’, 47’ | Marcatori |  |

| Arbitro: | Lops (Torino) |

|                 |           |                    |
| Tagliaferri 20’ | Marcatori | 16’, 69’ Antonelli |

| Arbitro: | Angelelli (Terni) |

|                    |           |              |
| Nela 51’ Boito 90’ | Marcatori | 42’ Bergossi |

| Taranto 26 aprile 1981 31ª giornata | Taranto             | 0 – 0 | SPAL | Stadio Erasmo Iacovone\| Arbitro: \| Menicucci (Firenze) \| |
| Arbitro:                            | Menicucci (Firenze) |       |      |                                                             |

| Arbitro: | Facchin (Udine) |

|                     |           |                                    |
| Bergossi 75’ (rig.) | Marcatori | 14’ Cecilli 58’, 68’, 90’ Facchini |

| Arbitro: | Parussini (Udine) |

|               |           |                |
| Di Michele 8’ | Marcatori | 49’ Castronaro |

| Arbitro: | Castaldi (Vasto) |

|                    |           |                                      |
| Grop 13’, 23’, 25’ | Marcatori | 40’ Musiello 49’ Piraccini 66’ Bozzi |

| Arbitro: | Pirandola (Lecce) |

|                                 |           |             |
| Chierico 37’ (rig.) Bertoni 54’ | Marcatori | 47’ Albiero |

| Arbitro: | D'Elia (Salerno) |

|           |           |                 |
| Giani 31’ | Marcatori | 48’ De Bernardi |

| Arbitro: | Milan (Treviso) |

|                        |           |              |
| Genzano 5’ Orlandi 60’ | Marcatori | 76’ Bergossi |

| Arbitro: | Longhi (Roma) |

|              |           |               |
| Bergossi 75’ | Marcatori | 65’ D'Ottavio |

### Coppa Italia

#### Primo turno
| Arbitro: | Lombardo (Marsala) |

|                                                      |           |  |
| Ferrari 47’ (rig.) Giani 67’ Castronaro 85’ Grop 88’ | Marcatori |  |

| Arbitro: | Castaldi (Vasto) |

|              |           |                          |
| Mastalli 85’ | Marcatori | 40’ Giani 57’ Castronaro |

| Como 3 settembre 1980 4ª giornata | Como                  | 0 – 0 | SPAL | Stadio Giuseppe Sinigaglia\| Arbitro: \| Ballerini (La Spezia) \| |
| Arbitro:                          | Ballerini (La Spezia) |       |      |                                                                   |

| Arbitro: | Agnolin (Bassano del Grappa) |

|                             |           |                              |
| Giani 48’ Bergossi 82’, 90’ | Marcatori | 13’ (aut.) Cavasin 45’ Piras |

#### Quarti di finale
| Arbitro: | Mattei (Macerata) |

|                    |           |  |
| Ferrari 77’ (rig.) | Marcatori |  |

| Arbitro: | Ballerini (La Spezia) |

|                                                                |           |  |
| Miele 13’ (aut.) Sclosa 53’ (rig.) Renzi 60’ (aut.) Pulici 83’ | Marcatori |  |

## Statistiche

### Statistiche di squadra
| Competizione | Punti | In casa | In casa | In casa | In casa | In casa | In casa | In trasferta | In trasferta | In trasferta | In trasferta | In trasferta | In trasferta | Totale | Totale | Totale | Totale | Totale | Totale | DR |
| Competizione | Punti | G       | V       | N       | P       | Gf      | Gs      | G            | V            | N            | P            | Gf           | Gs           | G      | V      | N      | P      | Gf     | Gs     | DR |
| ------------ | ----- | ------- | ------- | ------- | ------- | ------- | ------- | ------------ | ------------ | ------------ | ------------ | ------------ | ------------ | ------ | ------ | ------ | ------ | ------ | ------ | -- |
| Serie B      | 35    | 19      | 6       | 10      | 3       | 29      | 23      | 19           | 4            | 5            | 10           | 16           | 23           | 38     | 10     | 15     | 13     | 45     | 46     | -1 |
| Coppa Italia |       | 3       | 3       | 0       | 0       | 8       | 2       | 3            | 1            | 1            | 1            | 2            | 5            | 6      | 4      | 1      | 1      | 10     | 7      | +3 |
| Totale       |       | 22      | 9       | 10      | 3       | 37      | 25      | 22           | 5            | 6            | 11           | 18           | 28           | 44     | 14     | 16     | 14     | 55     | 53     | +2 |

### Statistiche dei giocatori
| Giocatore      | Serie B  | Serie B | Serie B     | Serie B    | Coppa Italia | Coppa Italia | Coppa Italia | Coppa Italia | Totale   | Totale | Totale      | Totale     |
| Giocatore      | Presenze | Reti    | Ammonizioni | Espulsioni | Presenze     | Reti         | Ammonizioni  | Espulsioni   | Presenze | Reti   | Ammonizioni | Espulsioni |
| -------------- | -------- | ------- | ----------- | ---------- | ------------ | ------------ | ------------ | ------------ | -------- | ------ | ----------- | ---------- |
| M. Albiero     | 35       | 1       | ?           | ?          | ?            | ?            | ?            | ?            | 35+      | 1+     | ?           | ?          |
| F. Artioli     | 7        | 0       | ?           | ?          | ?            | ?            | ?            | ?            | 7+       | 0+     | ?           | ?          |
| A. Bardi       | 4        | 0       | ?           | ?          | ?            | ?            | ?            | ?            | 4+       | 0+     | ?           | ?          |
| A. Bergossi    | 34       | 6       | ?           | ?          | ?            | ?            | ?            | ?            | 34+      | 6+     | ?           | ?          |
| M. Brilli      | 19       | 0       | ?           | ?          | ?            | ?            | ?            | ?            | 19+      | 0+     | ?           | ?          |
| A. Castronaro  | 34       | 6       | ?           | ?          | ?            | ?            | ?            | ?            | 34+      | 6+     | ?           | ?          |
| A. Cavasin     | 29       | 0       | ?           | ?          | ?            | ?            | ?            | ?            | 29+      | 0+     | ?           | ?          |
| S. Domini      | 2        | 0       | ?           | ?          | ?            | ?            | ?            | ?            | 2+       | 0+     | ?           | ?          |
| D. Ferrari     | 35       | 2       | ?           | ?          | ?            | ?            | ?            | ?            | 35+      | 2+     | ?           | ?          |
| L. Gabriellini | 6        | 0       | ?           | ?          | ?            | ?            | ?            | ?            | 6+       | 0+     | ?           | ?          |
| O. Gavioli     | 7        | -11     | ?           | ?          | ?            | ?            | ?            | ?            | 7+       | -11+   | ?           | ?          |
| E. Gelain      | 15       | 0       | ?           | ?          | ?            | ?            | ?            | ?            | 15+      | 0+     | ?           | ?          |
| P. Giani       | 35       | 8       | ?           | ?          | ?            | ?            | ?            | ?            | 35+      | 8+     | ?           | ?          |
| M. Gibellini   | 14       | 4       | ?           | ?          | ?            | ?            | ?            | ?            | 14+      | 4+     | ?           | ?          |
| O. Grop        | 36       | 9       | ?           | ?          | ?            | ?            | ?            | ?            | 36+      | 9+     | ?           | ?          |
| L. Masuero     | 5        | 0       | ?           | ?          | ?            | ?            | ?            | ?            | 5+       | 0+     | ?           | ?          |
| R. Miele       | 25       | 2       | ?           | ?          | ?            | ?            | ?            | ?            | 25+      | 2+     | ?           | ?          |
| F. Ogliari     | 23       | 0       | ?           | ?          | ?            | ?            | ?            | ?            | 23+      | 0+     | ?           | ?          |
| L. Pieri       | 6        | 0       | ?           | ?          | ?            | ?            | ?            | ?            | 6+       | 0+     | ?           | ?          |
| R. Rampanti    | 36       | 3       | ?           | ?          | ?            | ?            | ?            | ?            | 36+      | 3+     | ?           | ?          |
| R. Renzi       | 33       | -35     | ?           | ?          | ?            | ?            | ?            | ?            | 33+      | -35+   | ?           | ?          |
| G. Tagliaferri | 33       | 2       | ?           | ?          | ?            | ?            | ?            | ?            | 33+      | 2+     | ?           | ?          |
| C. Venturi     | 5        | 0       | ?           | ?          | ?            | ?            | ?            | ?            | 5+       | 0+     | ?           | ?          |